# Vasyl Strilciv
Vasyl Stepanovyč Strilciv (13. ledna 1929, Zahvizdja, (Ivanofrankivská oblast) – 15. května 2004, Ivano-Frankivsk) byl ukrajinský aktivista, člen Ukrajinské Helsinské skupiny, politický vězeň, zakládající člen a čelný funkcionář Celoukrajinské společnosti politických vězňů a obětí represí.

## Život
Vasyl Strilciv pocházel z rolnické rodiny ve vesnici Zahvizdja v Ivanofrankivské oblasti. Měl staršího bratra Pavla (* 1915) a sestru Stefku (* 1926). Během německé okupace navštěvoval po tři roky ukrajinské gymnázium (Stanislavského lyceum), kde si podrobně nastudoval kompletní historii ukrajinského národa a naučil se zde němčinu a latinu. Patřil do buňky mladých v podzemní organizaci Ukrajinské osvobozenecké armády (OUN) a tajně se cvičil ve střelbě. Byl přijat ke studiu na střední škole, ale v 15 letech poprvé zatčen a 2. února 1945 odsouzen vojenským tribunálem za "členství v kontrarevoluční organizaci" na 10 let vězení. Jako nezletilý byl nejprve vězněn na Ukrajině a roku 1948 přemístěn do tábora Dudinka za severním polárním kruhem a odtud do tábora č. 5 v Norilsku. Roku 1953 se zúčastnil vzpoury vězňů, která trvala 2 měsíce a poté byla brutálně potlačena za pomoci tanků a střelby z kulometů. Kolem 250 vězňů bylo zabito a Strilciv byl přemístěn do trestného pracovního tábora. Z něj byl propuštěn 16. října 1954, ale další tři roky strávil ve vyhnanství v Norilsku a domů se mohl vrátit až po Chruščovově amnestii politických vězňů v listopadu 1957.
Podařilo se mu zaregistrovat v Zahvizdii, kde pracoval jako stavební dělník a ve večerní škole ukončil středoškolská studia. Roku 1962 byl rehabilitován. Během věznění v Norilsku se mu podařilo získat anglickou učebnici a díky znalosti němčiny a latiny se naučil základy angličtiny. Do roku 1965 dálkově vystudoval angličtinu a literaturu na Univerzitě v Černovici, získal osvědčení o vysokoškolském vzdělání jako filolog a poté byl zaměstnán jako učitel angličtiny v obci Dylyna.
Roku 1972 byl jeho bratr Pavlo zatčen a odsouzen ze "hanobení sovětského systému". Vasyl byl roku 1977 propuštěn ze zaměstnání pro spor s ředitelem školy, který byl nastrčenou figurkou komunistické strany a spolupracoval s KGB. V září 1977 se vzdal sovětského občanství a odeslal svůj pas presidiu Nejvyššího sovětu. Na britském velvyslanectví v Moskvě požádal o možnost emigrovat do Velké Británie. V říjnu se stal členem Ukrajinské Helsinské skupiny a v prosinci připojil svůj podpis k dopisu adresovanému Bělehradské konferenci OBSE.
V lednu 1979 dostal trest 3 měsíců nucené práce za předchozí "pošpinění cti" ředitele školy. V březnu u něj policie vykonala domovní prohlídku v souvislosti se zatčením Olese Berdnyka a v červnu další prohlídku v souvislosti se zatčením Petro a Vasyla Sička. V květnu dostal varování, že vyvíjí "antisovětské aktivity" a porušuje dekret Nejvyššího sovětu z roku 1972. V letech 1978–1979 pašoval materiály disentu do Moskvy, odkud byly posílány do zahraničí a publikovány v exilovém časopisu “Vyzvolny shlyakh” (Cesty ke svobodě).
23. října 1979 byl zatčen a za předchozí odevzdání pasu obviněn z "porušení vízového režimu" a odsouzen bez přítomnosti právníka na 2 roky pobytu v pracovním táboře se zpřísněným režimem OP-317/16 v Poltavském regionu. Nikdo z jeho rodiny ani obce se o soudu nedozvěděl. Zatčení bylo součástí preventivních opatření proti disidentům v souvislosti s chystanými letními Olympijskými hrami v Moskvě roku 1980.
Po dobu věznění byl pod neustálým nátlakem, aby se vzdal členství v Ukrajinské Helsinské skupině 22. října 1981, den před očekávaným propuštěním, byl přímo v táboře znovu zatčen, obviněn z "antisovětské propagandy" a 28. dubna 1982 odsouzen oblastním soudem Poltavské oblasti k 7 letům zostřeného režimu v pracovním táboře a 4 rokům vyhnanství. K vykonání trestu byl odeslán do tábora ZhKh-385/3 Baraševo v Mordovii. Z vězení odeslal desítky protestních dopisů a vypracoval zde analýzu politiky rusifikace (“Education should serve nations”).
Během "perestrojky" se 5. května 1987 dostal na svobodu a ihned se přihlásil k obnovené Ukrajinské Helsinské skupině. Spolu s dalšími 19 členy podepsal prohlášení  “Address of UHG to the Ukrainian and world community”, rozeslané 11. března 1988. Odmítl přijmout zpět sovětské občanství. V lednu 1988 se nakrátko stal znovu učitelem v Žukotynu (Kolomyjský rajón), kde roku 1990 odešel do penze.
V červnu 1989 byl zakládajícím členem Celoukrajinské společnosti politických vězňů a obětí represí, která se později připojila k Celoukrajinské společnosti pronásledovaných. Od roku 1998 byl místopředsedou společnosti. Byl aktivním členem a předsedou místní organizace Ukrajinské Helsinské unie, opozičního uskupení založeného roku 1988 za účelem obhajoby národních zájmů Ukrajiny proti Sovětskému svazu. Byl rovněž předsedou místní organizace Republikánské strany Ukrajiny.
V prosinci 1989 prodělal vážný infarkt, ze kterého se zotavil po 4 měsících a poté ještě další menší srdeční příhody, kvůli kterým musel omezit své pracovní nasazení. Roku 1997 se za něj provdala učitelka a bývalá politická vězeňkyně Sofia Burtnyk, která má z předchozího manželství 4 syny. Zemřel 15. května 2004 v Ivano-Frankivsku.
Roku 2006 obdržel posmrtně Řád za odvahu 1. stupně, který uděluje prezident Ukrajiny.